# 拉丁二合字母列表
本文列出了以拉丁字母书写的语言中使用到的二合字母。带附加符的字母列于其原始字母下，如挪威语、瑞典语和丹麦语中的å列於a一节中，而非像字母表中列於最后。变化较大的字母（如ſ和ɔ）则列於最后。
目录 A B C D E F G H I J K L M N O P Q R S T U V W X Y Z

## 
- -（大写-）：（苏丹）巴里语中，代表/ɓ/。
- -（大写-）：巴里语中，代表/ɗ/。
- -（大写-）：
  - 巴里语中，ae代表/ʔʲ/。
  - 在尼日利亚豪萨语中，ae代表/ʔʲ/。在尼日尔，此音写为ƴ。

## A
- -：宏语中，代表声门化或嘎吱声元音[a̰]。
- ：荷兰语等语言中，代表长元音[aː]。
- ：
  - 爱尔兰语中，位于两个软颚化辅音之间的ae代表[eː]。如：Gael[ɡˠeːlˠ]。
  - 拉丁语中，ae最初代表双元音[ai]。在通俗拉丁语期间变为[ɛ]。中世纪的文献中，它常用连体字æ代替。
  - 现代英语中，拉丁语源词中的ae大多念作/iː/（如Caesar）。1806年，诺亚·韦伯斯特对美式英语的拼写进行改革，将此类ae改为e。
  - 德语中，ae等同于ä，可在后者无法打出的情况下代替后者。
  - 荷兰语中，ae是aa的旧拼法之一，现仅存于专有名词和少数古希腊语借词中。
- ：葡萄牙语中，代表/ɐ̃ĩ̯/。
- ：宏语中，代表气嗓音/a̤/。
- ：见于多种语言中，多代表双元音/ai/。
  - 英语中，受元音大推移的影响，ai代表的音变为/eɪ/（如pain、rain）。
  - 法语中，发生单元音化，变为/ɛ/。